# Senné (district de Michalovce)
Pour les articles homonymes, voir Senné.
Senné (allemand : Sönne in der Ung, hongrois : Ungszenna) est un village de Slovaquie situé dans la région de Košice.

## Histoire
Première mention écrite du village en 1263.

## Démographie

### Évolution de la population
| Année:               | 1994. | 2004.   | 2014.   | 2024.   |
| -------------------- | ----- | ------- | ------- | ------- |
| Nombre de personnes: | 716   | 736     | 725     | 731     |
| Différence:          |       | +2,79 % | -1,49 % | +0,82 % |

| Année:               | 2023. | 2024.   |
| -------------------- | ----- | ------- |
| Nombre de personnes: | 723   | 731     |
| Différence:          |       | +1,10 % |

## Politique
| Nom            | Parti politique | Date de l'élection | Fin du mandat |
| -------------- | --------------- | ------------------ | ------------- |
| Peter Saboslai | ĽS-HZDS         | 02.12.2006         | Déc. 2010     |